# Bete Coelho
Elisabete Mendes Coelho (Belo Horizonte, 21 de julho de 1962), mais conhecida apenas como Bete Coelho, é uma atriz, diretora e apresentadora brasileira. Atua em teatro desde os dez anos de idade, mas também experimentou o outro lado, ao dirigir peças de teatro e shows de cantoras como Daniela Mercury, Marina Lima e Zélia Duncan.

## Carreira
Iniciou na televisão com dez anos participando de um programa de auditório infantil junto com sua irmã, onde faziam dueto cantando e dançando na antiga TV Itacolomi. Iniciou sua carreira no teatro nos anos 1980 em Belo Horizonte. Aos 18, aceitou um convite do diretor Antunes Filho e deixou Belo Horizonte, indo morar em São Paulo onde atuou em peças do diretor como Nelson Rodrigues - O Eterno Retorno. Em seguida, emendou várias peças com direção de Gerald Thomas como Mattogrosso e Carmem com Filtro 2. Em seguida, a atriz estreou nos cinemas, nos curtas-metragens Branco e preto (norte & sul) de Ninho Moraes, em 1988, e Musika de Rafael Conde, em 1989.
Em 2001, estrela um curta-metragem ao lado de Paulo Autran. Desde 2010, está em cartaz com o monólogo O Terceiro Sinal peça, de sua companhia de teatro, a "BR 116". Em 2017, retornou à Rede Globo para uma participação de um episódio da série Cidade Proibida. Em 2018, a atriz assumiu a apresentação do programa TerraDois da TV Cultura substituindo Maria Fernanda Cândido.
Em meio à pandemia de COVID-19, Bete precisou se reinventar, então em fevereiro de 2021, a companhia de teatro BR116, a qual divide com Gabriel Fernandes e Ricardo Bittencourt, lançou o TeatroFilme "Medeia por Consuelo de Castro", no qual Bete interpretou a personagem da rainha grega e dirigiu a obra junto ao marido, o cineasta Gabriel Fernandes.

## Filmografia

### Televisão
| Ano            | Título                   | Personagem / Cargo              | Notas                                         | Emissora          |
| -------------- | ------------------------ | ------------------------------- | --------------------------------------------- | ----------------- |
| 1989           | Kananga do Japão         | Lígia Prestes                   | Episódio: "9 de novembro"                     | Rede Manchete     |
| 1990           | Lua Cheia de Amor        | Luzia                           | Episódio: "3 de dezembro"                     | Rede Globo        |
| 1991           | Vamp                     | Jezebel do Espírito Santo       |                                               | Rede Globo        |
| 1994           | Éramos Seis              | Adelaide Campos                 |                                               | SBT               |
| 1995           | Sangue do Meu Sangue     | Fernanda Lamar / Fabrício Lamar |                                               | SBT               |
| 1997           | Os Ossos do Barão        | Norma Caldas Penteado           |                                               | SBT               |
| 1998           | Serras Azuis             | Cristiana Macedo                |                                               | Rede Bandeirantes |
| 2001           | As Filhas da Mãe         | Alessandra Cavalcante           |                                               | Rede Globo        |
| 2001           | Porto dos Milagres       | Eunice                          | Participação especial                         | Rede Globo        |
| 2002           | Os Normais               | Salena                          | Episódio: "Um Machismo Normal"                | Rede Globo        |
| 2003           | Agora É que São Elas     | Vânia                           | Episódio: "19 de julho"                       | Rede Globo        |
| 2003           | Kubanacan                | Cristal                         | Episódios: "15–17 de outubro"                 | Rede Globo        |
| 2004           | Seus Olhos               | Norma                           |                                               | SBT               |
| 2004           | Histórias de Cama & Mesa | Lulu                            | Especial fim de ano                           | Rede Globo        |
| 2005           | A Lua Me Disse           | Marisa Queiroz (Marisinha)      |                                               | Rede Globo        |
| 2006           | Cristal                  | Vitória da Silva Ascânio        |                                               | SBT               |
| 2007           | Luz do Sol               | Milena Villa Nova               |                                               | RecordTV          |
| 2009           | Poder Paralelo           | Vania Orlim                     |                                               | RecordTV          |
| 2011           | Autor por Autor          | Personagem de "O outro"         | Episódio: "Ferreira Gullar"                   | TV Brasil         |
| 2012           | Máscaras                 | Valéria Lage                    |                                               | RecordTV          |
| 2014           | Milagres de Jesus        | Joana                           | Episódio: "A Cura do Filho do Oficial do Rei" | RecordTV          |
| 2016           | Escrava Mãe              | Beatrice de Avelar              |                                               | RecordTV          |
| 2017           | Cidade Proibida          | Glória Dias                     | Episódio: "Glória"                            | Rede Globo        |
| 2018           | Assédio                  | Suzana Almendra                 | Episódio: "As Vozes" Episódio: "O Julgamento" | Globoplay         |
| 2018– presente | TerraDois                | Apresentadora                   |                                               | TV Cultura        |
| 2020           | Elas no Singular         | Narradora                       |                                               | HBO Max           |

### Cinema
| Ano  | Título                              | Personagem     | Nota                                                    |
| ---- | ----------------------------------- | -------------- | ------------------------------------------------------- |
| 1988 | Fake Fur is Growing on Me           | Rosa           |                                                         |
| 1988 | Branco e Preto (Norte & Sul)        | Arquiteta      | Curta-metragem                                          |
| 1989 | Musika                              | Lulu           | Curta-metragem                                          |
| 1989 | Lua Cheia                           | Luzia          |                                                         |
| 1992 | Oswaldianas                         | Isadora Duncan | Segmento: Quem Seria o Feliz Conviva de Isadora Duncan? |
| 1998 | Policarpo Quaresma, herói do Brasil | Adelaide       |                                                         |
| 2001 | Impermanência                       | Enfermeira     | Curta-metragem                                          |
| 2006 | Mulheres do Brasil                  | Laura          |                                                         |
| 2007 | Lótus                               | Letícia        | Curta-metragem                                          |
| 2016 | Milagres de Jesus: O Filme          | Joana          |                                                         |

## Teatro
| Ano     | Título                                                               | Personagem         |
| ------- | -------------------------------------------------------------------- | ------------------ |
| 1980–81 | Dona Beja                                                            | Dona Beja          |
| 1982    | Maldição                                                             |                    |
| 1983    | Noturno para Pagu                                                    |                    |
| 1983    | Lulu, a Caixa de Pandora                                             | Lulu               |
| 1984    | O Que É Isso Gabeira?                                                |                    |
| 1984    | Macunaíma                                                            |                    |
| 1984    | Nelson Rodrigues: O Eterno Retorno                                   |                    |
| 1984    | Romeu e Julieta                                                      | Julieta            |
| 1986    | Carmem com Filtro                                                    | Carmem Mondego     |
| 1986    | Eletra Com Creta                                                     |                    |
| 1987–88 | Trilogia Kafka - Um Processo                                         |                    |
| 1989    | Você Vai Ver o que Você Vai Ver                                      |                    |
| 1989    | Mattogrosso                                                          |                    |
| 1989    | Carmem com Filtro 2                                                  | Carmen Mondego     |
| 1990    | Sturmspiel                                                           |                    |
| 1990    | Fim de Jogo                                                          |                    |
| 1990    | M.O.R.T.E. (Movimentos Obsessivos e Redundantes para Tanta Estética) |                    |
| 1991    | The Said Eyes of Karlheinz Öhl                                       |                    |
| 1993    | Rancor                                                               |                    |
| 1994    | Pentesiléias                                                         |                    |
| 1997    | Os Reis do Iê-Iê-Iê                                                  |                    |
| 1997    | Graal, Retrato de um Fauno Quando Jovem                              |                    |
| 1998    | Cacilda!                                                             | Cacilda Becker     |
| 1999    | Pai                                                                  | Filha              |
| 2002–03 | Frankensteins                                                        | Jane Eyre          |
| 2006–07 | Esperando Godot                                                      | Estragon           |
| 2010–18 | O Terceiro Sinal                                                     | Otávio Frias Filho |
| 2011    | Cartas de Amor Para Stalin                                           | Mulher de Bulgakov |
| 2013    | A Dama do Mar                                                        | Hilde Wangel       |
| 2014    | Sonata Fantasma Bandeirante                                          | Voz em off         |
| 2016    | A Melancolia de Pandora                                              | Paciente           |
| 2016    | Garrincha                                                            | Pássaro            |
| 2017–18 | As Criadas                                                           | Claire             |
| 2019    | Mãe Coragem                                                          | Ana Fierling       |
| 2021    | Medeia                                                               | Medeia             |
| 2023    | Molly-Bloom                                                          | Molly Bloom        |
| 2023-24 | Ana Lívia                                                            | Ana                |

## Direção

### Televisão
| Ano  | Título         |
| ---- | -------------- |
| 1996 | Razão de Viver |

### Teatro
| Ano     | Título                       |
| ------- | ---------------------------- |
| 1999    | O Caderno Rosa de Lori Lamby |
| 2004    | Um Número                    |
| 2005–06 | Elas São do Baralho          |
| 2009    | O Homem da Tarja Preta       |

## Prêmios e indicações
| Ano  | Prêmio                       | Categoria                      | Trabalho                      | Resultado |
| ---- | ---------------------------- | ------------------------------ | ----------------------------- | --------- |
| 1998 | Troféu APCA                  | Melhor Atriz                   | Cacilda!                      | Venceu    |
| 1998 | Prêmio Shell                 | Melhor Atriz                   | Cacilda!                      | Venceu    |
| 1999 | Prêmio APETESP               | Melhor Atriz                   | Cacilda!                      | Indicada  |
| 2002 | Prêmio Qualidade Brasil - RJ | Melhor Atriz Telenovela        | As Filhas da Mãe              | Indicada  |
| 2006 | Festival de Gramado          | Melhor Atriz de Curta-metragem | Lótus                         | Venceu    |
| 2007 | Prêmio Contigo! de TV        | Melhor Atriz Coadjuvante       | Cristal                       | Indicada  |
| 2013 | Prêmio Shell                 | Melhor Atriz                   | A Dama do Mar                 | Indicada  |
| 2013 | Prêmio Aplauso Brasil        | Melhor Atriz Coadjuvante       | A Dama do Mar                 | Indicada  |
| 2013 | Prêmio APCA de Teatro        | Melhor Atriz                   | A Dama do Mar                 | Indicada  |
| 2018 | Prêmio Shell                 | Melhor Atriz                   | O Terceiro Sinal              | Indicada  |
| 2019 | Prêmio Cenym de Teatro       | Melhor Atriz                   | Mãe Coragem                   | Indicada  |
| 2019 | Prêmio Cenym de Teatro       | Melhor Elenco                  | Mãe Coragem                   | Indicada  |
| 2019 | Prêmio Shell - SP            | Melhor Atriz                   | Mãe Coragem                   | Indicada  |
| 2022 | Prêmio APTR                  | Direção                        | Medeia Por Consuelo De Castro | Indicada  |
| 2022 | Prêmio APTR                  | Espetáculo                     | Medeia Por Consuelo De Castro | Indicada  |
| 2022 | Prêmio APTR                  | Atriz em Papel Protagonista    | Medeia Por Consuelo De Castro | Venceu    |